# ブラ!ブラ!ブラ! 胸いっぱいの愛を
『ブラ!ブラ!ブラ! 胸いっぱいの愛を』（ブラ!ブラ!ブラ! むねいっぱいのあいを、原題The Bra）は2018年のアゼルバイジャン・ドイツ合作のコメディ映画。全編を通しセリフの無い無声映画である。

## 概要
アゼルバイジャンの広大な山間地域と住宅街を抜ける鉄道を舞台とした無声映画。
ブラジャーの持ち主を探しまわるという荒唐無稽なプロットを、ミキ・マノイロヴィッチ、ドニ・ラヴァンを擁した実力派の名優陣のコミカルでシニカルな名演が支える、ヒューマンコメディである。

監督はファイト・ヘルマー。西ドイツへ移住、舞台演出を学ぶ。1995年のヴィム・ヴェンダース監督作品『ベルリンのリュミエール』 (Die Gebrueder Skladanowsky)にて製作を務め、1999年長編映画を発表(『ツバル 』Tuvalu)。

長編5作目となる本作品は、ミキ・マノイロヴィッチとは『ゲート・トゥ・ヘヴン』(2003年)、ドニ・ラヴァンとは『ツバル 』Tuvalu(1999年)以来の、二作目のタッグとなった。

## キャスト
- 鉄道運転士ヌルラン：ミキ・マノイロヴィッチ
- 鉄道運転士見習い：ドニ・ラヴァン
- 鉄道交換士：チュルパン・ハマートヴァ

## ストーリー
定年退職を控えた鉄道運転士ヌルラン(ミキ・マノイロヴィッチ)。電車から街々に暮らす人々の生活を通りゆく日々。ある日、彼のもとに唐突に一枚のブラジャーがはためいてきた。生真面目なヌルランはブラジャーの持ち主を探す旅に出る。ダンサー、人妻、後家さん…。行けど暮せど美女のバスト、バスト、バスト…。ブラジャーの持ち主は杳として見つからず、果てにはブラジャー訪問販売員を装う彼の旅は迷走を極めてゆくのであるが・・・。